# 松山政司
松山政司（1959年1月20日—），日本政治家，自由民主黨黨員，出身於福岡縣築上郡椎田町（現築上町）。現任內閣府特命擔當大臣（少子化對策擔當）、酷日本戰略擔當、知識產權戰略擔當、科學技術政策擔當、宇宙政策擔當）。2001年至今連續當選3屆參議院議員，在自民黨內屬於宏池會（岸田派）。
歷任參議院自由民主黨國會對委員長、參議院議院運營委員長、外務副大臣（第2次安倍內閣）、自民黨副幹事長、經濟產業大臣政務官（第1次安倍內閣）、日本青年會議所會頭等職務。

## 外部連結
- 官方網站 （页面存档备份，存于）
- 松山政司應援會的Facebook專頁
- 松山政司事務所的Instagram帳戶

| 議會席位                    | 議會席位                                         | 議會席位                |
| --------------------------- | ------------------------------------------------ | ----------------------- |
| 前任： 中川雅治             | 參議院議院運營委員長 第63代：2016年              | 繼任： 山本順三         |
| 前任： 大石正光             | 參議院環境委員長 2007年—2008年                   | 繼任： 有村治子         |
| 官衔                        |                                                  |                         |
| 前任： 加藤勝信             | 特命擔當大臣（少子化対策擔當） 第18代：2017年—   | 繼任： 現職             |
| 前任： 加藤勝信             | 特命擔當大臣（男女共同參與擔當） 第23代：2017年  | 繼任： 野田聖子         |
| 前任： 鶴保庸介             | 特命擔當大臣（科學技術政策擔當） 第26代：2017年— | 繼任： 現職             |
| 前任： 鶴保庸介             | 特命擔當大臣（宇宙政策擔當） 第8代：2017年—      | 繼任： 現職             |
| 前任： 鶴保庸介             | 特命擔當大臣（酷日本戰略擔當） 第2代：2017年—    | 繼任： 現職             |
| 前任： 鶴保庸介             | 特命擔當大臣（知識產權戰略擔當） 第2代：2017年—  | 繼任： 現職             |
| 前任： 吉良州司、榛葉賀津也 | 外務副大臣 與鈴木俊一一起 2012年—2013年          | 繼任： 岸信夫、三矢憲生 |
| 政党职务                    |                                                  |                         |
| 前任： 吉田博美             | 自由民主黨參議院國會對策委員長 2016年—2017年     | 繼任： 關口昌一         |